# Paranauphoeta lyrata
Paranauphoeta lyrata är en kackerlacksart som först beskrevs av Hermann Burmeister 1838.  Paranauphoeta lyrata ingår i släktet Paranauphoeta och familjen jättekackerlackor. Inga underarter finns listade i Catalogue of Life.